# Xaver Scharwenka
Theophil Franz Xaver Scharwenka, Teofil Franciszek Ksawery Scharwenka (ur. 6 stycznia 1850 w Szamotułach, zm. 8 grudnia 1924 w Berlinie) – polsko-niemiecki pianista i kompozytor. Fundator szkoły muzycznej w Berlinie i Nowym Jorku.
Urodził się w Szamotułach, w Wielkopolsce, w okresie zaboru pruskiego. Studiował muzykę w Berlinie w 1865 pod kierunkiem Theodora Kullaka. Jego starszy brat (Ludwig) Philipp Scharwenka (1847–1917) był również kompozytorem i nauczycielem muzyki. W 1881 Scharwenka założył konserwatorium w Berlinie, a od 1891 do 1898 prowadził szkołę muzyczną „Scharwenka Music School in New York City”. Jest autorem Methodik des Klavierspiels (Metodyka gry na fortepianie), która została opublikowana w Lipsku w 1907. Zmarł w Berlinie.

## Wybrana twórczość
- I Koncert fortepianowy b-moll op. 32 (1876)
- II Koncert fortepianowy c-moll op. 56 (1881)
- III Koncert fortepianowy cis-moll op. 80 (1908)
- IV Koncert fortepianowy f-moll op. 82 (1908)

15 grudnia 2007 w Auli Uniwersyteckiej w Poznaniu odbyło się polskie prawykonanie Koncertu fortepianowego nr 1 Franza Xavera Scharwenki, w wykonaniu Filharmonii Poznańskiej (w ramach Koncertów Poznańskich).